# Ляховцы (Закарпатская область)
Ляховцы (укр. Ляхівці) — село в Среднянской поселковой общине Ужгородского района Закарпатской области Украины.
Население по переписи 2001 года составляло 430 человек. Почтовый индекс — 89452. Телефонный код — . Занимает площадь 0,6 км². Код КОАТУУ — 2124887604.

## История
В 1946 году указом ПВС УССР село Ляховцы переименовано в Лемковцы.
В 1995 году селу возвращено историческое название